# 일본 참의원 의원 목록
일본 참의원 목록은 일본 참의원의 의원 목록이다. 참의원 의원의 임기는 6년으로, 3년마다 그 절반이 재선거된다. 2023년 기준 참의원은 선거구별 의원 148명과 비례대표 선출 의원 100명, 총 248명으로 구성되어 있다.

## 임기
- 제25회 일본 참의원 의원 통상선거로 선출된 의원의 임기 : 2019년 7월 29일 - 2025년 7월 28일
- 제26회 일본 참의원 의원 통상선거로 선출된 의원의 임기 : 2022년 7월 26일 - 2028년 7월 25일

## 원내교섭단체(회파) 목록
| 원내 회파명 | 원내 회파명         | 소속 정당                                                   | 정당별 의석 | 정당별 의석 | 정당별 의석 | 회파별 의석 |
| 원내 회파명 | 원내 회파명         | 소속 정당                                                   | 합계        | 제25회 선출 | 제26회 선출 | 회파별 의석 |
| ----------- | ------------------- | ----------------------------------------------------------- | ----------- | ----------- | ----------- | ----------- |
| 465x465     |                     |                                                             |             |             |             |             |
| 여당        | 여당                | 여당                                                        | 여당        | 여당        | 여당        | 146         |
|             | 자유민주당          | 자유민주당                                                  | 119         | 57          | 62          | 119         |
|             | 공명당              | 공명당                                                      | 27          | 14          | 13          | 27          |
| 야당        | 야당                | 야당                                                        | 야당        | 야당        | 야당        | 94          |
|             | 입헌민주/사민       | 입헌민주당                                                  | 37          | 21          | 16          | 40          |
| 사회민주당  | 입헌민주/사민       | 2                                                           | 1           | 1           |             | 40          |
| 무소속      | 입헌민주/사민       | 1                                                           | 0           | 1           |             | 40          |
|             | 일본유신회          | 일본유신회                                                  | 21          | 9           | 12          | 21          |
|             | 국민민주당/신록풍회 | 국민민주당                                                  | 10          | 5           | 5           | 13          |
| 무소속      | 국민민주당/신록풍회 | 3                                                           | 2           | 1           |             | 13          |
|             | 일본공산당          | 일본공산당                                                  | 11          | 7           | 4           | 11          |
|             | 레이와 신센구미     | 레이와 신센구미                                             | 5           | 2           | 3           | 5           |
|             | NHK당               | NHK당                                                       | 2           | 1           | 1           | 2           |
|             | 오키나와의 바람     | 무소속                                                      | 2           | 1           | 1           | 2           |
| 기타        | 기타                | 기타                                                        | 기타        | 기타        | 기타        | 8           |
|             | 회파 없음           | 의장: 오쓰지 히데히사(자민) 부의장: 나가하마 히로유키(입민) | 2           | 2           | 0           | 8           |
| 참정당      | 회파 없음           | 1                                                           | 0           | 1           |             | 8           |
| 무소속      | 회파 없음           | 5                                                           | 3           | 2           |             | 8           |
| 합계        | 합계                | 합계                                                        | 합계        | 124         | 124         | 248         |

## 참의원 의원 명단

### 선거구 선출 의원
| 선거구            | 임기 만료 년도 | 성명              | 원어명       | 정당 (정파)              |
| ----------------- | -------------- | ----------------- | ------------ | ------------------------ |
| 홋카이도          | 2025년         | 다카하시 하루미   | 高橋はるみ   | 자민당                   |
| 홋카이도          | 2025년         | 가쓰베 겐지       | 勝部賢志     | 입헌민주당               |
| 홋카이도          | 2025년         | 이와모토 쓰요히토 | 岩本剛人     | 자민당                   |
| 홋카이도          | 2022년         | 하세가와 가쿠     | 長谷川岳     | 자민당                   |
| 홋카이도          | 2022년         | 도쿠나가 에리     | 徳永エリ     | 입헌민주당               |
| 홋카이도          | 2022년         | 후나하시 도시미쓰 | 船橋利実     | 자민당                   |
| 아오모리현        | 2025년         | 다키사와 모토메   | 滝沢求       | 자민당                   |
| 아오모리현        | 2028년         | 다나부 마사오     | 田名部匡代   | 입헌민주당               |
| 이와테현          | 2025년         | 요코사와 다카노리 | 横澤高徳     | 입헌민주당               |
| 이와테현          | 2028년         | 히로세 메구미     | 広瀬めぐみ   | 자민당                   |
| 미야기현          | 2025년         | 이시가키 노리코   | 石垣のりこ   | 입헌민주당               |
| 미야기현          | 2028년         | 사쿠라이 미쓰루   | 桜井充       | 자민당                   |
| 아키타현          | 2025년         | 데라다 시즈카     | 寺田静       | 무소속                   |
| 아키타현          | 2028년         | 이시이 히로오     | 石井浩郎     | 자민당                   |
| 야마가타현        | 2022년         | 하가 미치야       | 芳賀道也     | 무소속 (신록풍회)        |
| 야마가타현        | 2028년         | 후나야마 야스에   | 舟山康江     | 국민민주당               |
| 후쿠시마현        | 2025년         | 모리 마사코       | 森まさこ     | 자민당                   |
| 후쿠시마현        | 2028년         | 호시 호쿠토       | 星北斗       | 자민당                   |
| 이바라키현        | 2025년         | 고즈키 료스케     | 上月良祐     | 자민당                   |
| 이바라키현        | 2025년         | 오누마 다쿠미     | 小沼巧       | 입헌민주당               |
| 이바라키현        | 2028년         | 가토 아키요시     | 加藤明良     | 자민당                   |
| 이바라키현        | 2028년         | 도고미 마키코     | 堂込麻紀子   | 무소속                   |
| 도치기현          | 2025년         | 다카하시 가쓰노리 | 高橋克法     | 자민당                   |
| 도치기현          | 2028년         | 우에노 미치코     | 上野通子     | 자민당                   |
| 군마현            | 2025년         | 시미즈 마사토     | 清水真人     | 자민당                   |
| 군마현            | 2028년         | 나카소네 히로후미 | 中曽根弘文   | 자민당                   |
| 사이타마현        | 2025년         | 후루카와 도시하루 | 古川俊治     | 자민당                   |
| 사이타마현        | 2025년         | 구마가이 히로토   | 熊谷裕人     | 입헌민주당               |
| 사이타마현        | 2025년         | 야쿠라 가쓰오     | 矢倉克夫     | 공명당                   |
| 사이타마현        | 2025년         | 이토 가쿠         | 伊藤岳       | 일본공산당               |
| 사이타마현        | 2028년         | 세키구치 마사카즈 | 関口昌一     | 자민당                   |
| 사이타마현        | 2028년         | 우에다 기요시     | 上田清司     | 무소속 (신록풍회)        |
| 사이타마현        | 2028년         | 니시다 마코토     | 西田実仁     | 공명당                   |
| 사이타마현        | 2028년         | 다카기 마리       | 高木真理     | 입헌민주당               |
| 지바현            | 2025년         | 이시이 준이치     | 石井準一     | 자민당                   |
| 지바현            | 2025년         | 나가하마 히로유키 | 長浜博行     | 입헌민주당               |
| 지바현            | 2025년         | 도요다 도시로     | 豊田俊郎     | 자민당                   |
| 지바현            | 2028년         | 이노구치 구니코   | 猪口邦子     | 자민당                   |
| 지바현            | 2028년         | 모토에 다이치로   | 元榮太一郎   | 자민당                   |
| 지바현            | 2028년         | 고니시 히로유키   | 小西洋之     | 무소속 (신록풍회)        |
| 도쿄도            | 2025년         | 마루카와 다마요   | 丸川珠代     | 자민당                   |
| 도쿄도            | 2025년         | 야마구치 나쓰오   | 山口那津男   | 공명당                   |
| 도쿄도            | 2025년         | 기라 요시코       | 吉良佳子     | 일본공산당               |
| 도쿄도            | 2025년         | 시오무라 아야카   | 塩村文夏     | 입헌민주당               |
| 도쿄도            | 2025년         | 오토키타 슌       | 音喜多駿     | 일본유신회               |
| 도쿄도            | 2025년         | 다케미 게이조     | 武見敬三     | 자민당                   |
| 도쿄도            | 2028년         | 아사히 겐타로     | 朝日健太郎   | 자민당                   |
| 도쿄도            | 2028년         | 다케야 도시코     | 竹谷とし子   | 공명당                   |
| 도쿄도            | 2028년         | 야마조에 다쿠     | 山添拓       | 일본공산당               |
| 도쿄도            | 2028년         | 렌 호             | 蓮舫         | 입헌민주당               |
| 도쿄도            | 2028년         | 이쿠이나 아키코   | 生稲晃子     | 자민당                   |
| 도쿄도            | 2028년         | 야마모토 다로     | 山本太郎     | 레이와 신센구미          |
| 가나가와현        | 2025년         | 시마무라 다이     | 島村大       | 자민당                   |
| 가나가와현        | 2025년         | 마키야마 히로에   | 牧山弘恵     | 입헌민주당               |
| 가나가와현        | 2025년         | 사사키 사야카     | 佐々木さやか | 공명당                   |
| 가나가와현        | 2025년         | 미즈노 모토코     | 水野素子     | 입헌민주당               |
| 가나가와현        | 2028년         | 미하라 준코       | 三原じゅん子 | 자민당                   |
| 가나가와현        | 2028년         | 마쓰자와 시게후미 | 松沢成文     | 일본유신회               |
| 가나가와현        | 2028년         | 미우라 노부히로   | 三浦信祐     | 공명당                   |
| 가나가와현        | 2028년         | 아사오 게이이치로 | 浅尾慶一郎   | 자민당                   |
| 니가타현          | 2025년         | 우치코시 사쿠라   | 打越さく良   | 입헌민주당               |
| 니가타현          | 2028년         | 고바야시 가즈히로 | 小林一大     | 자민당                   |
| 도야마현          | 2025년         | 도코 시게루       | 堂故茂       | 자민당                   |
| 도야마현          | 2028년         | 노가미 고타로     | 野上浩太郎   | 자민당                   |
| 이시카와현        | 2025년         | 미야모토 슈지     | 宮本周司     | 자민당                   |
| 이시카와현        | 2028년         | 오카다 나오키     | 岡田直樹     | 자민당                   |
| 후쿠이현          | 2025년         | 다키나미 히로후미 | 滝波宏文     | 자민당                   |
| 후쿠이현          | 2028년         | 야마자키 마사아키 | 山崎正昭     | 자민당                   |
| 야마나시현        | 2025년         | 모리야 히로시     | 森屋宏       | 자민당                   |
| 야마나시현        | 2028년         | 나가이 마나부     | 永井学       | 자민당                   |
| 나가노현          | 2025년         | 하타 지로         | 羽田次郎     | 입헌민주당               |
| 나가노현          | 2028년         | 스기오 히데야     | 杉尾秀哉     | 입헌민주당               |
| 기후현            | 2025년         | 오노 야스타다     | 大野泰正     | 자민당                   |
| 기후현            | 2028년         | 와타나베 다케유키 | 渡辺猛之     | 자민당                   |
| 시즈오카현        | 2025년         | 마키노 다카오     | 牧野京夫     | 자민당                   |
| 시즈오카현        | 2025년         | 신바 가즈야       | 榛葉賀津也   | 국민민주당               |
| 시즈오카현        | 2028년         | 와카바야시 요헤이 | 若林洋平     | 자민당                   |
| 시즈오카현        | 2028년         | 히라야마 사치코   | 平山佐知子   | 무소속                   |
| 아이치현          | 2025년         | 사카이 야스유키   | 酒井庸行     | 자민당                   |
| 아이치현          | 2025년         | 오쓰카 고헤이     | 大塚耕平     | 국민민주당               |
| 아이치현          | 2025년         | 다지마 마이코     | 田島麻衣子   | 입헌민주당               |
| 아이치현          | 2025년         | 야스에 노부오     | 安江伸夫     | 공명당                   |
| 아이치현          | 2028년         | 후지카와 마사히토 | 藤川政人     | 자민당                   |
| 아이치현          | 2028년         | 사토미 류지       | 里見隆治     | 공명당                   |
| 아이치현          | 2028년         | 사이토 요시타카   | 斎藤嘉隆     | 입헌민주당               |
| 아이치현          | 2028년         | 이토 다카에       | 伊藤孝恵     | 국민민주당               |
| 미에현            | 2025년         | 요시카와 유미     | 吉川有美     | 자민당                   |
| 미에현            | 2028년         | 야마모토 사치코   | 山本佐知子   | 자유민주당               |
| 시가현            | 2025년         | 가다 유키코       | 嘉田由紀子   | 무소속 (신록풍회)        |
| 시가현            | 2028년         | 고야리 다카시     | 小鑓隆史     | 자민당                   |
| 교토부            | 2025년         | 니시다 쇼지       | 西田昌司     | 자민당                   |
| 교토부            | 2025년         | 구라바야시 아키코 | 倉林明子     | 일본공산당               |
| 교토부            | 2028년         | 요시이 아키라     | 吉井章       | 자민당                   |
| 교토부            | 2028년         | 후쿠야마 데쓰로   | 福山哲郎     | 입헌민주당               |
| 오사카부          | 2025년         | 우메무라 미즈호   | 梅村みずほ   | 일본유신회               |
| 오사카부          | 2025년         | 아즈마 도루       | 東徹         | 일본유신회               |
| 오사카부          | 2025년         | 스기 히사타케     | 杉久武       | 공명당                   |
| 오사카부          | 2025년         | 오타 후사에       | 太田房江     | 자민당                   |
| 오사카부          | 2028년         | 다카기 가오리     | 高木佳保里   | 일본유신회               |
| 오사카부          | 2028년         | 마쓰카와 루이     | 松川るい     | 자민당                   |
| 오사카부          | 2028년         | 아사다 히토시     | 浅田均       | 일본유신회               |
| 오사카부          | 2028년         | 이시카와 히로타카 | 石川博崇     | 공명당                   |
| 효고현            | 2025년         | 시미즈 다카유키   | 清水貴之     | 일본유신회               |
| 효고현            | 2025년         | 다카하시 미쓰오   | 高橋光男     | 공명당                   |
| 효고현            | 2025년         | 가다 히로유키     | 加田裕之     | 일본유신회               |
| 효고현            | 2028년         | 가타야마 다이스케 | 片山大介     | 일본유신회               |
| 효고현            | 2028년         | 스에마쓰 신스케   | 末松信介     | 자민당                   |
| 효고현            | 2028년         | 이토 다카에       | 伊藤孝江     | 공명당                   |
| 나라현            | 2025년         | 호리이 이와오     | 堀井巌       | 자민당                   |
| 나라현            | 2028년         | 사토 게이         | 佐藤啓       | 자민당                   |
| 와카야마현        | 2025년         | 세코 히로시게     | 世耕弘成     | 자민당                   |
| 와카야마현        | 2028년         | 쓰루호 요스케     | 鶴保庸介     | 자민당                   |
| 돗토리현/시마네현 | 2025년         | 마이타치 쇼지     | 舞立昇治     | 자민당                   |
| 돗토리현/시마네현 | 2028년         | 아오키 가즈히코   | 青木一彦     | 자민당                   |
| 오카야마현        | 2025년         | 이시이 마사히로   | 石井正弘     | 자민당                   |
| 오카야마현        | 2028년         | 오노다 기미       | 小野田紀美   | 자민당                   |
| 히로시마현        | 2025년         | 모리모토 신지     | 森本真治     | 입헌민주당               |
| 히로시마현        | 2025년         | 미야구치 하루코   | 宮口治子     | 입헌민주당               |
| 히로시마현        | 2028년         | 미야자와 요이치   | 宮澤洋一     | 자민당                   |
| 히로시마현        | 2028년         | 미카미 에리       | 三上絵里     | 무소속 (입민/사민)       |
| 야마구치현        | 2025년         | 기타무라 쓰네오   | 北村経夫     | 자민당                   |
| 야마구치현        | 2028년         | 에지마 기요시     | 江島潔       | 자민당                   |
| 도쿠시마현/고치현 | 2025년         | 다카노 고지로     | 高野光二郎   | 자민당                   |
| 도쿠시마현/고치현 | 2028년         | 나카니시 유스케   | 中西祐介     | 자민당                   |
| 가가와현          | 2025년         | 미야케 신고       | 三宅伸吾     | 자민당                   |
| 가가와현          | 2028년         | 이소자키 요시히코 | 磯崎仁彦     | 자민당                   |
| 에히메현          | 2025년         | 나가에 다카코     | 永江孝子     | 무소속                   |
| 에히메현          | 2028년         | 야마모토 준조     | 山本順三     | 자민당                   |
| 후쿠오카현        | 2025년         | 마쓰야마 마사지   | 松山政司     | 자민당                   |
| 후쿠오카현        | 2025년         | 시모노 로쿠타     | 下野六太     | 공명당                   |
| 후쿠오카현        | 2025년         | 노다 구니요시     | 野田国義     | 입헌민주당               |
| 후쿠오카현        | 2028년         | 오이에 사토시     | 大家敏志     | 자민당                   |
| 후쿠오카현        | 2028년         | 고가 유키히토     | 古賀之士     | 국민민주당               |
| 후쿠오카현        | 2028년         | 아키노 고조       | 秋野公造     | 공명당                   |
| 사가현            | 2025년         | 야마시타 유헤이   | 山下雄平     | 자민당                   |
| 사가현            | 2028년         | 후쿠오카 다카마루 | 福岡資麿     | 자민당                   |
| 나가사키현        | 2025년         | 고가 유이치로     | 古賀友一郎   | 자민당                   |
| 나가사키현        | 2028년         | 야마모토 게이스케 | 山本啓介     | 자민당                   |
| 구마모토현        | 2025년         | 바바 세이시       | 馬場成志     | 자민당                   |
| 구마모토현        | 2028년         | 마쓰무라 요시후미 | 松村祥史     | 자민당                   |
| 오이타현          | 2025년         | 시라사카 아키     | 白坂亜紀     | 자민당                   |
| 오이타현          | 2028년         | 고쇼 하루토모     | 古庄玄知     | 자민당                   |
| 미야자키현        | 2025년         | 나가미네 마코토   | 長峯誠       | 자민당                   |
| 미야자키현        | 2028년         | 마쓰시타 신페이   | 松下新平     | 자민당                   |
| 가고시마현        | 2025년         | 오쓰지 히데히사   | 尾辻秀久     | 자민당                   |
| 가고시마현        | 2028년         | 노무라 데쓰오     | 野村哲郎     | 자민당                   |
| 오키나와현        | 2025년         | 다카라 데쓰미     | 高良鉄美     | 무소속 (오키나와의 바람) |
| 오키나와현        | 2028년         | 이하 요이치       | 伊波洋一     | 무소속 (오키나와의 바람) |

### 비례대표 선출 의원
| 회파                | 임기 만료 | 이름              | 원어명     | 정당            |
| ------------------- | --------- | ----------------- | ---------- | --------------- |
| 자유민주당          | 2025년    | 아카이케 마사아키 | 赤池誠章   | 자유민주당      |
| 자유민주당          | 2025년    | 아리무라 하루코   | 有村治子   | 자유민주당      |
| 자유민주당          | 2025년    | 이시다 마사히로   | 石田昌宏   | 자유민주당      |
| 자유민주당          | 2025년    | 에토 세이이치     | 衛藤晟一   | 자유민주당      |
| 자유민주당          | 2025년    | 사토 노부아키     | 佐藤信秋   | 자유민주당      |
| 자유민주당          | 2025년    | 사토 마사히사     | 佐藤正久   | 자유민주당      |
| 자유민주당          | 2025년    | 산토 아키코       | 山東昭子   | 자유민주당      |
| 자유민주당          | 2025년    | 다나카 마사시     | 田中昌史   | 자유민주당      |
| 자유민주당          | 2025년    | 쓰게 요시후미     | 柘植芳文   | 자유민주당      |
| 자유민주당          | 2025년    | 나카다 히로시     | 中田宏     | 자유민주당      |
| 자유민주당          | 2025년    | 하시모토 세이코   | 橋本聖子   | 자유민주당      |
| 자유민주당          | 2025년    | 하뉴다 다카시     | 羽生田俊   | 자유민주당      |
| 자유민주당          | 2025년    | 히가 나쓰미       | 比嘉奈津美 | 자유민주당      |
| 자유민주당          | 2025년    | 혼다 아키코       | 本田顕子   | 자유민주당      |
| 자유민주당          | 2025년    | 미우라 야스시     | 三浦靖     | 자유민주당      |
| 자유민주당          | 2025년    | 미야자키 마사오   | 宮崎雅夫   | 자유민주당      |
| 자유민주당          | 2025년    | 야마다 다로       | 山田太郎   | 자유민주당      |
| 자유민주당          | 2025년    | 야마다 도시오     | 山田俊男   | 자유민주당      |
| 자유민주당          | 2025년    | 와다 마사무네     | 和田政宗   | 자유민주당      |
| 자유민주당          | 2028년    | 아오야마 시게하루 | 青山繁晴   | 자유민주당      |
| 자유민주당          | 2028년    | 아카마쓰 겐       | 赤松健     | 자유민주당      |
| 자유민주당          | 2028년    | 아다치 도시유키   | 足立敏之   | 자유민주당      |
| 자유민주당          | 2028년    | 아다치 마사시     | 阿達雅志   | 자유민주당      |
| 자유민주당          | 2028년    | 이노우에 요시유키 | 井上義行   | 자유민주당      |
| 자유민주당          | 2028년    | 이마이 에리코     | 今井絵理子 | 자유민주당      |
| 자유민주당          | 2028년    | 오치 도시유키     | 越智俊之   | 자유민주당      |
| 자유민주당          | 2028년    | 가지하라 다이스케 | 梶原大介   | 자유민주당      |
| 자유민주당          | 2028년    | 가타야마 사쓰키   | 片山さつき | 자유민주당      |
| 자유민주당          | 2028년    | 가미야 마사유키   | 神谷政幸   | 자유민주당      |
| 자유민주당          | 2028년    | 지미 하나코       | 自見英子   | 자유민주당      |
| 자유민주당          | 2028년    | 신도 가네히코     | 進藤金日子 | 자유민주당      |
| 자유민주당          | 2028년    | 도모노 리오       | 友納理緒   | 자유민주당      |
| 자유민주당          | 2028년    | 하세가와 히데하루 | 長谷川英晴 | 자유민주당      |
| 자유민주당          | 2028년    | 후지이 가즈히로   | 藤井一博   | 자유민주당      |
| 자유민주당          | 2028년    | 후지키 신야       | 藤木眞也   | 자유민주당      |
| 자유민주당          | 2028년    | 야마다 히로시     | 山田宏     | 자유민주당      |
| 자유민주당          | 2028년    | 야마타니 에리코   | 山谷えり子 | 자유민주당      |
| 입헌민주/사민       | 2025년    | 이시카와 다이가   | 石川大我   | 입헌민주당      |
| 입헌민주/사민       | 2025년    | 오쓰바키 유코     | 大椿裕子   | 사회민주당      |
| 입헌민주/사민       | 2025년    | 오자와 마사히토   | 小沢雅仁   | 입헌민주당      |
| 입헌민주/사민       | 2025년    | 가와다 류헤이     | 川田龍平   | 입헌민주당      |
| 입헌민주/사민       | 2025년    | 기시 마키코       | 岸真紀子   | 입헌민주당      |
| 입헌민주/사민       | 2025년    | 미즈오카 슌이치   | 水岡俊一   | 입헌민주당      |
| 입헌민주/사민       | 2025년    | 모리야 다카시     | 森屋隆     | 입헌민주당      |
| 입헌민주/사민       | 2025년    | 요시카와 사오리   | 吉川沙織   | 입헌민주당      |
| 입헌민주/사민       | 2028년    | 아오키 아이       | 青木愛     | 입헌민주당      |
| 입헌민주/사민       | 2028년    | 이시바시 미치히로 | 石橋通宏   | 입헌민주당      |
| 입헌민주/사민       | 2028년    | 오니키 마코토     | 鬼木誠     | 입헌민주당      |
| 입헌민주/사민       | 2028년    | 고가 치카게       | 古賀千景   | 입헌민주당      |
| 입헌민주/사민       | 2028년    | 시바 신이치       | 柴慎一     | 입헌민주당      |
| 입헌민주/사민       | 2028년    | 쓰지모토 기요미   | 辻元清美   | 입헌민주당      |
| 입헌민주/사민       | 2028년    | 후쿠시마 미즈호   | 福島瑞穂   | 사회민주당      |
| 입헌민주/사민       | 2028년    | 무라타 교코       | 村田享子   | 입헌민주당      |
| 공명당              | 2025년    | 가와노 요시히로   | 河野義博   | 공명당          |
| 공명당              | 2025년    | 시오타 히로아키   | 塩田博昭   | 공명당          |
| 공명당              | 2025년    | 니즈마 히데키     | 新妻秀規   | 공명당          |
| 공명당              | 2025년    | 히라키 다이사쿠   | 平木大作   | 공명당          |
| 공명당              | 2025년    | 야마모토 가나에   | 山本香苗   | 공명당          |
| 공명당              | 2025년    | 야마모토 히로시   | 山本博司   | 공명당          |
| 공명당              | 2025년    | 와카마쓰 가네시게 | 若松謙維   | 공명당          |
| 공명당              | 2028년    | 우에다 이사무     | 上田勇     | 공명당          |
| 공명당              | 2028년    | 구보타 데쓰야     | 窪田哲也   | 공명당          |
| 공명당              | 2028년    | 다케우치 신지     | 竹内真二   | 공명당          |
| 공명당              | 2028년    | 다니아이 마사아키 | 谷合正明   | 공명당          |
| 공명당              | 2028년    | 미야자키 마사루   | 宮崎勝     | 공명당          |
| 공명당              | 2028년    | 요코야마 신이치   | 横山信一   | 공명당          |
| 일본유신회          | 2025년    | 우메무라 사토시   | 梅村聡     | 일본유신회      |
| 일본유신회          | 2025년    | 시바타 다쿠미     | 柴田巧     | 일본유신회      |
| 일본유신회          | 2025년    | 스즈키 무네오     | 鈴木宗男   | 일본유신회      |
| 일본유신회          | 2025년    | 무로이 구니히코   | 室井邦彦   | 일본유신회      |
| 일본유신회          | 2025년    | 야마가세 히로후미 | 柳ヶ瀬裕文 | 일본유신회      |
| 일본유신회          | 2028년    | 아오시마 겐타     | 青島健太   | 일본유신회      |
| 일본유신회          | 2028년    | 이시이 아키라     | 石井章     | 일본유신회      |
| 일본유신회          | 2028년    | 이시이 미쓰코     | 石井苗子   | 일본유신회      |
| 일본유신회          | 2028년    | 이노세 나오키     | 猪瀬直樹   | 일본유신회      |
| 일본유신회          | 2028년    | 가네코 미치히토   | 金子道仁   | 일본유신회      |
| 일본유신회          | 2028년    | 구시다 세이이치   | 串田誠一   | 일본유신회      |
| 일본유신회          | 2028년    | 나카조 기요시     | 中条きよし | 일본유신회      |
| 일본유신회          | 2028년    | 마쓰노 아케미     | 松野明美   | 일본유신회      |
| 일본공산당          | 2025년    | 이노우에 사토시   | 井上哲士   | 일본공산당      |
| 일본공산당          | 2025년    | 가미 도모코       | 紙智子     | 일본공산당      |
| 일본공산당          | 2025년    | 고이케 아키라     | 小池晃     | 일본공산당      |
| 일본공산당          | 2025년    | 야마시타 요시오   | 山下芳生   | 일본공산당      |
| 일본공산당          | 2028년    | 이와부치 도모     | 岩渕友     | 일본공산당      |
| 일본공산당          | 2028년    | 다무라 도모코     | 田村智子   | 일본공산당      |
| 일본공산당          | 2028년    | 니히 소헤이       | 仁比聡平   | 일본공산당      |
| 국민민주당/신록풍회 | 2025년    | 이소자키 데쓰지   | 礒﨑哲史   | 국민민주당      |
| 국민민주당/신록풍회 | 2025년    | 다무라 마미       | 田村麻美   | 국민민주당      |
| 국민민주당/신록풍회 | 2025년    | 하마노 요시후미   | 浜野喜史   | 국민민주당      |
| 국민민주당/신록풍회 | 2028년    | 가와이 다카노리   | 川合孝典   | 국민민주당      |
| 국민민주당/신록풍회 | 2028년    | 다케즈메 히토시   | 竹詰仁     | 국민민주당      |
| 국민민주당/신록풍회 | 2028년    | 하마구치 마코토   | 濱口誠     | 국민민주당      |
| 레이와 신센구미     | 2025년    | 기무라 에이코     | 木村英子   | 레이와 신센구미 |
| 레이와 신센구미     | 2025년    | 후나고 야스히코   | 舩後靖彦   | 레이와 신센구미 |
| 레이와 신센구미     | 2028년    | 오시마 구스오     | 大島九州男 | 레이와 신센구미 |
| 레이와 신센구미     | 2028년    | 덴바타 다이스케   | 天畠大輔   | 레이와 신센구미 |
| NHK당               | 2025년    | 하마다 사토시     | 浜田聡     | NHK당           |
| NHK당               | 2028년    | 사이토 겐이치로   | 齊藤健一郎 | NHK당           |
| 회파 없음           | 2025년    | 스도 겐키         | 須藤元気   | 무소속          |
| 회파 없음           | 2028년    | 가미야 소헤이     | 神谷宗幣   | 참정당          |

## 같이 보기
- 일본 참의원
- 일본 중의원 의원 목록